# DeviantArt
DeviantArt is een Engelstalige internet-community waar gebruikers zelfgemaakte kunstwerken tentoonstellen. De website ging van start op 7 augustus 2000 op initiatief van Scott Jarkoff, Matthew Stephens en Angelo Sotira. Het bedrijf DeviantArt, Inc. is in Hollywood gevestigd.

## Inhoud
Het doel van DeviantArt is om elke kunstenaar, fotograaf of schrijver de kans en de plaats te geven om zijn werk tentoon te stellen en te bespreken. Ook kan men andere gebruikers vinden en met hen contact opnemen. De website telde in de zomer van 2012 meer dan 23 miljoen gebruikers en meer dan 228 miljoen getoonde kunstwerken. DeviantArt accepteert ook werken van minderjarigen.
Gebruikers op DeviantArt stellen verschillende vormen van kunst en creatieve expressie tentoon. Deze worden via een zeer uitgebreide categoriestructuur geordend. De werken die tentoongesteld worden, variëren van fotografie tot digitale kunst, traditionele kunst, literatuur, skins voor computerprogramma's en games. 
De website heeft ook aparte categorieën voor het uitgebreide aanbod aan naslagmateriaal en hulpmiddelen die gratis gedownload kunnen worden, zoals textures, fonts, brushes (penselen) voor gebruik in paintprogramma's en tutorials.